# Zoran Antonijević
Zoran Antonijević (serbe : Зоран Антонијевић), né le 21 octobre 1945 à Belgrade à l'époque dans le royaume de Yougoslavie et aujourd'hui en Serbie, et mort le 5 février 2008 dans la même ville, est un joueur de football international yougoslave (serbe), qui évoluait au poste de milieu de terrain.

## Biographie
Zoran Antonijević joue principalement en faveur de l'Étoile rouge de Belgrade et de l'Iraklis Thessalonique.
Il dispute 154 matchs en première division yougoslave, inscrivant 18 buts, et 56 matchs en première division grecque, marquant un but. Il réalise sa meilleure performance lors de la saison 1967-1968, où il marque 5 buts.
Il joue également 11 matchs en Coupe d'Europe des clubs champions (5 buts), et 12 matchs en Coupe des coupes (2 buts). Il est quart de finaliste de la Coupe d'Europe des clubs champions en 1971 et demi-finaliste de la Coupe des coupes en 1975 avec l'Étoile rouge de Belgrade.
Le 17 septembre 1969, lors du premier tour de la Coupe des clubs champions européens 1969–70, Antonijević inscrit un quadruplé avec le club de l'Étoile rouge lors d'une victoire 8-0 à domicile au Stade de l'Étoile rouge contre les Nord-Irlandais du Linfield FC.
Il remporte avec l'Étoile rouge quatre championnats de Yougoslavie, trois Coupes de Yougoslavie, et une Coupe Mitropa. Il gagne également une Coupe de Grèce avec l'Iraklis Thessalonique.
International yougoslave, il reçoit 8 sélections entre 1970 et 1972. Il joue son premier match en équipe nationale le 18 novembre 1970, en amical contre l'Allemagne (victoire 2-0 à Zagreb). Il joue sa dernière rencontre le 13 mai 1972, contre l'Union soviétique, dans le cadre des éliminatoires de l'Euro 1972 (défaite 3-0 à Moscou).

## Palmarès
| Étoile rouge de Belgrade \| - Championnat de Yougoslavie (4) : - Champion : 1967-68, 1968-69, 1969-70 et 1972-73. - Vice-champion : 1971-72. - Coupe de Yougoslavie (3) : - Vainqueur : 1967-68, 1969-70 et 1970-71. - Finaliste : 1972-73. \| \| - Coupe Mitropa (1) : - Vainqueur : 1967-68. \| |  | Iraklis Thessalonique - Coupe de Grèce (1) : - Vainqueur : 1975-76. |
| - Championnat de Yougoslavie (4) : - Champion : 1967-68, 1968-69, 1969-70 et 1972-73. - Vice-champion : 1971-72. - Coupe de Yougoslavie (3) : - Vainqueur : 1967-68, 1969-70 et 1970-71. - Finaliste : 1972-73.                                                                                   |  | - Coupe Mitropa (1) : - Vainqueur : 1967-68.                        |